# دتش سومر
دتش سومر (بالإنجليزية: Frank Sommers)‏ هو لاعب كرة قدم أمريكية أمريكي، ولد في 1886 في بنسيلفانيا في الولايات المتحدة، وتوفي في ديسمبر 1942 في فيلادلفيا في الولايات المتحدة.